# Marcos Brunet
Marcos da Costa Brunet (Rio de Janeiro, 6 de junho de 1984), mais conhecido como Marcos Brunet é um cantor e compositor brasileiro de música cristã com carreira na América Latina. Estudou no Instituto Canzion de Buenos Aires entre 2002 e 2004. Reside atualmente em Córdoba, na Argentina.

## Biografía
Seus pais, Dario Siqueira Brunet e Fani da Costa Brunet, são pastores evangélicos no Rio de Janeiro, seu irmão, Tiago Brunet é um escritor muito bem sucedido, seu irmão Daniel Brunet é jornalista. Aos 17 anos Marcos disse ter um encontro com Deus e foi quando decidiu dedicar-se à música.
Trabalhou em tempo integral na igreja Rey de Reyes (Rei dos Reis) em Buenos Aires, também atuou como professor no Instituto Canzion entre 2004 e 2006 e como professor no CEAP (Centro de Entretenimento em Adoração Profética) em Rosario. Em dezembro de 2006 foi ordenado pastor por pelo conselho de pastores de Rio de Janeiro, registrado na OMEB (Ordem dos Ministros Evangélicos do Brasil).
Por morar no exterior, o músico consolidou sua carreira exclusivamente na América Latina. Entretanto artistas e bandas brasileiras já gravaram composições de Marcos, como David Quinlan e Trazendo a Arca, este último em seu disco lançado em 2012, Na Casa dos Profetas em que Brunet participa.

## Discografa
- 2010: Toma tu lugar
- 2011: Uniendo cielo y tierra
- 2012: Dialogo Intimo
- 2013: Hogar, dulce hogar
- 2015: "Dialogo Íntimo 2"